# Mar de Colores
Mar de Colores is het tweede studioalbum van de Duits/Spaanse zanger Alvaro Soler. Mar de Colores werd uitgebracht op 7 september 2018 door Airforce1 Records en Universal Music.    
Op 10 mei 2019 publiceerde Alvaro een tweede, nog meer uitgebreide versie van zijn album Mar de Colores, genaamd de 'Mar de Colores Versión Extendida', met drie nieuwe tracks, namelijk de singles Loca en La Libertad en het nog niet eerder uitgebrachte nummer Taro.   

## Tracklist Mar de Colores (2018)
| Nr. | Titel                         | Duur |
| --- | ----------------------------- | ---- |
| 1.  | La Cintura                    | 3:25 |
| 2.  | Histérico                     | 2:59 |
| 3.  | Te Quiero Lento               | 3:13 |
| 4.  | Ella                          | 3:33 |
| 5.  | Puebla                        | 3:10 |
| 6.  | Au au au                      | 2:50 |
| 7.  | Fuego (featuring Nico Santos) | 2:58 |
| 8.  | Veneno                        | 3:15 |
| 9.  | Bonita                        | 2:39 |
| 10. | No Te Vayas                   | 2:44 |
| 11. | Niño Perdido                  | 3:08 |

| Nr. | Titel                                                   | Producer(s) | Duur |
| --- | ------------------------------------------------------- | ----------- | ---- |
| 12. | Yo Contigo, Tú Conmigo (The Gong Gong Song) (met Morat) |             | 2:59 |
| 13. | La Cintura (Latin Remix) (featuring Flo Rida & TINI)    |             | 3:06 |
| 14. | Let It All Go (met Birdy)                               |             | 4:40 |
| 15. | Lo mismo (met Maître Gims)                              |             | 3:22 |

## Tracklist 'Mar de Colores Versión Extendida' (2019)
| Nr. | Titel                         | Duur |
| --- | ----------------------------- | ---- |
| 1.  | La Libertad                   | 3:13 |
| 2.  | Loca                          | 3:11 |
| 3.  | La Cintura                    | 3:25 |
| 4.  | Histérico                     | 2:59 |
| 5.  | Te Quiero Lento               | 3:13 |
| 6.  | Ella                          | 3:33 |
| 7.  | Puebla                        | 3:10 |
| 8.  | Au au au                      | 2:50 |
| 9.  | Fuego (featuring Nico Santos) | 2:58 |
| 10. | Veneno                        | 3:15 |
| 11. | Bonita                        | 2:39 |
| 12. | No Te Vayas                   | 2:44 |
| 13. | Niño Perdido                  | 3:08 |
| 14. | Taro                          | 2:18 |

| Nr. | Titel                                                   | Producer(s) | Duur |
| --- | ------------------------------------------------------- | ----------- | ---- |
| 15. | Yo Contigo, Tú Conmigo (The Gong Gong Song) (met Morat) |             | 2:59 |
| 16. | La Cintura (Latin Remix) (featuring Flo Rida & TINI)    |             | 3:06 |
| 17. | Let It All Go (met Birdy)                               |             | 4:40 |
| 18. | Lo mismo (met Maître Gims)                              |             | 3:22 |

## Hitnoteringen
| Hitlijst (2018 - 2019)                   | Hoogste positie |
| ---------------------------------------- | --------------- |
| Albums Oostenrijk (Ö3 Austria Top 40)    | 8               |
| Albums België (Ultratop Vlaanderen)      | 26              |
| Albums België (Ultratop Wallonië)        | 198             |
| Albums Tsjechië (ČNS IFPI)               | 10              |
| Albums Nederland (Dutch Charts)          | 81              |
| Albums Duitsland (Offizielle Top 100)    | 8               |
| Albums Italië (FIMI)                     | 10              |
| Albums Polen (ZPAV)                      | 2               |
| Albums Spanje (PROMUSICAE)               | 9               |
| Albums Zwitserland (Schweizer Hitparade) | 4               |

## Certificaties
| Land         | Certificatie |
| ------------ | ------------ |
| Polen (ZPAV) | Platinum     |
| Chili (IFPI) | Platinum     |